# Ryder Cup 2002
La 34ª edizione della Ryder Cup si è tenuta al The Belfry nel paese di Whishaw, Warwickshire, dal 27 al 29 settembre 2002.
L’evento era inizialmente programmato per i giorni 28-30 settembre 2001, ma si decise di rinviarlo di un anno in seguito agli attentati dell'11 settembre. Di conseguenza, le successive edizioni vennero tutte spostate di un anno, mentre la Presidents Cup, la Solheim Cup e il Seve Trophy si sarebbero giocati in anni di numero dispari.
Gli Stati Uniti si presentarono alla competizione come detentori della coppa, vinta nell'edizione del 1999 tenuta presso Boston. I capitani dei team erano Sam Torrance per l’Europa e Curtis Strange per gli USA. La squadra del Vecchio Continente vinse con un punteggio di 15½ a 12½.
La squadra europea fu in vantaggio fin dalla prima giornata di venerdì; gli americani in seguito pareggiarono 8-8 al termine della seconda, ma cedettero nell’ultima sessione. Dopo il successo di Philip Price su Phil Mickelson, l’Europa aveva ancora bisogno di mezzo punto, che le fu assicurato da Paul McGinley, il quale pareggiò il suo singolo contro Jim Furyk. Il distacco finale di tre punti fu il più ampio a favore dell’Europa sin dall’edizione del 1985, quando si impose 16½ – 11½. Inoltre, questa fu per l’Europa la seconda di sei vittorie consecutive ottenute in casa (striscia ancora in corso dopo la Ryder Cup 2018).

## Formato
La Ryder Cup è un torneo match play, in cui ogni singolo incontro vale un punto. Il formato dell'edizione 2002 era il seguente:
- I Giornata (Venerdì) – 4 incontri "fourball" (la migliore buca) nella sessione mattutina e 4 incontri "foursome" (colpi alternati) nella sessione pomeridiana.
- II Giornata (Sabato) – 4 incontri "foursome" nella sessione mattutina e 4 incontri "fourball" nella sessione pomeridiana.
- III Giornata (Domenica) – 12 incontri singolari.

Ogni incontro si disputa su un massimo di 18 buche. La vittoria di ogni incontro assegna un punto, nel caso di parità del match si assegna ½ punto a ciascuno, per un totale di 28 punti disponibili. 14½ punti sono necessari per vincere, ma 14 punti (ovvero un pareggio) sono sufficienti alla squadra che difende per mantenere la coppa.

## Squadre
I numeri tra parentesi indicano la posizione in classifica nel 2001, quando la Ryder Cup era inizialmente programmata.
| Europa                  |     |                  |                     |                                        |
| Nome                    | Età | Punti classifica | Classifica mondiale | Note                                   |
| Sam Torrance            | 49  |                  |                     | Capitano non-giocatore                 |
| Darren Clarke           | 34  | 1                | 19 (8)              | 3ª partecipazione                      |
| Pádraig Harrington      | 31  | 2                | 79 (12)             | 2ª partecipazione                      |
| Thomas Bjørn            | 31  | 3                | 35 (17)             | 2ª partecipazione                      |
| Colin Montgomerie       | 39  | 4                | 17 (11)             | 6ª partecipazione                      |
| Pierre Fulke            | 31  | 5                | 88 (47)             | Esordio nella Ryder Cup                |
| Lee Westwood            | 29  | 6                | 148 (20)            | 3ª partecipazione                      |
| Paul McGinley           | 35  | 7                | 71 (39)             | Esordio nella Ryder Cup                |
| Niclas Fasth            | 30  | 8                | 32 (33)             | Esordio nella Ryder Cup                |
| Bernhard Langer         | 45  | 9                | 27 (21)             | 10ª partecipazione                     |
| Philip Price            | 35  | 10               | 119 (51)            | Esordio nella Ryder Cup                |
| Sergio García Fernández | 22  | 18               | 5 (7)               | Scelta del capitano, 2ª partecipazione |
| Jesper Parnevik         | 37  | 31               | 61 (25)             | Scelta del capitano, 3ª partecipazione |

| Stati Uniti       |     |                  |                     |                                              |
| Nome              | Età | Punti classifica | Classifica mondiale | Note                                         |
| Curtis Strange    | 47  |                  |                     | Capitano non-giocatore                       |
| Tiger Woods       | 26  | 1                | 1 (1)               | 3ª partecipazione                            |
| Phil Mickelson    | 32  | 2                | 2 (2)               | 4ª partecipazione                            |
| David Duval       | 30  | 3                | 12 (3)              | 2ª partecipazione                            |
| Mark Calcavecchia | 42  | 4                | 42 (18)             | 4ª partecipazione                            |
| David Toms        | 35  | 5                | 6 (9)               | Esordio nella Ryder Cup                      |
| Davis Love III    | 38  | 6                | 7 (6)               | 5ª partecipazione                            |
| Scott Hotch       | 46  | 7                | 30 (15)             | 2ª partecipazione                            |
| Jim Furyk         | 32  | 8                | 10 (10)             | 3ª partecipazione                            |
| Hal Sutton        | 44  | 9                | 125 (27)            | 4ª partecipazione                            |
| Stewart Cink      | 29  | 10               | 29 (30)             | Esordio nella Ryder Cup                      |
| Scott Verplank    | 38  | 14               | 28 (14)             | Scelta del capitano, Esordio nella Ryder Cup |
| Paul Azinger      | 42  | 22               | 51 (19)             | Scelta del capitano, 4ª partecipazione       |

## Risultati

### I sessione
Four-ball
| Europa (bandiera)  | Risultati | Stati Uniti (bandiera) |
| ------------------ | --------- | ---------------------- |
| Clarke/Bjørn       | 1 up      | Woods/Azinger          |
| García/Westwood    | 4 & 3     | Duval/Love III         |
| Montgomerie/Langer | 4 & 3     | Hoch/Furyk             |
| Harrington/Fasth   | 1 up      | Mickelson/Toms         |
| 3                  | Sessione  | 1                      |
| 3                  | Totale    | 1                      |

### II sessione
Foursome
| Europa (bandiera)   | Risultati | Stati Uniti (bandiera) |
| ------------------- | --------- | ---------------------- |
| Clarke/Bjørn        | 2 & 1     | Sutton/Verplank        |
| García/Westwood     | 2 & 1     | Woods/Calcavecchia     |
| Montgomerie/Langer  | pareggio  | Mickelson/Toms         |
| Harrington/McGinley | 3 & 2     | Cink/Furyk             |
| 1½                  | Sessione  | 2½                     |
| 4½                  | Totale    | 2½                     |

### III sessione
Foursome
| Europa (bandiera)  | Risultati | Stati Uniti (bandiera) |
| ------------------ | --------- | ---------------------- |
| Fulke/Price        | 2 & 1     | Mickelson/Toms         |
| Westwood/García    | 2 & 1     | Cink/Furyk             |
| Montgomerie/Langer | 1 up      | Verplank/Hoch          |
| Clarke/Bjørn       | 4 & 3     | Woods/Love III         |
| 2                  | Sessione  | 2                      |
| 6½                 | Totale    | 5½                     |

### IV sessione
Four-ball
| Europa (bandiera)      | Risultati | Stati Uniti (bandiera) |
| ---------------------- | --------- | ---------------------- |
| Fasth/Parnevik         | 1 up      | Calcavecchia/Duval     |
| Montgomerie/Harrington | 2 & 1     | Mickelson/Toms         |
| García/Westwood        | 1 up      | Woods/Love III         |
| Clarke/McGinley        | pareggio  | Hoch/Furyk             |
| 1½                     | Sessione  | 2½                     |
| 8                      | Totale    | 8                      |

### V sessione
Singoli
| Europa (bandiera)  | risultati | Stati Uniti (bandiera) |
| ------------------ | --------- | ---------------------- |
| Colin Montgomerie  | 5 & 4     | Scott Hoch             |
| Sergio García      | 1 up      | David Toms             |
| Darren Clarke      | pareggio  | David Duval            |
| Bernhard Langer    | 4 & 3     | Hal Sutton             |
| Pádraig Harrington | 5 & 4     | Mark Calcavecchia      |
| Thomas Bjørn       | 2 & 1     | Stewart Cink           |
| Lee Westwood       | 2 & 1     | Scott Verplank         |
| Niclas Fasth       | pareggio  | Paul Azinger           |
| Paul McGinley      | pareggio  | Jim Furyk              |
| Pierre Fulke       | pareggio  | Davis Love III         |
| Philip Price       | 3 & 2     | Phil Mickelson         |
| Jesper Parnevik    | pareggio  | Tiger Woods            |
| 7½                 | Sessione  | 4½                     |
| 15½                | Totale    | 12½                    |